# I Don’t Wanna Stop (singel ATB)
I Don’t Wanna Stop – pierwszy singel ATB z albumu Addicted to Music. Został wydany 7 kwietnia 2003 roku i zawiera trzy utwory oraz dwa filmy.

## Lista utworów
| Nr | Tytuł                             | Długość |
| -- | --------------------------------- | ------- |
| 1. | I Don’t Wanna Stop (Radio Edit)   | 3:35    |
| 2. | I Don’t Wanna Stop (Clubb Mix)    | 9:27    |
| 3. | I Don’t Wanna Stop (Original Mix) | 8:56    |